# Gornje Višnjevice
Gornje Višnjevice su naseljeno mjesto u općini Konjic, Federacija Bosne i Hercegovine, BiH.
Nalazi se 25 kilometara sjeverozapadno od Konjica.

## Stanovništvo
Nacionalni sastav stanovništva 1991. godine, bio je sljedeći:
ukupno: 278
- Muslimani – 169
- Hrvati – 109

### 2013.
Nacionalni sastav stanovništva 2013. godine, bio je sljedeći:
ukupno: 87
- Bošnjaci – 68
- Hrvati – 18
- ostali, neopredijeljeni i nepoznato – 1

## Vanjske poveznice
- Satelitska snimka  Arhivirana inačica izvorne stranice od 18. veljače 2021. (Wayback Machine)